# Paralephana congoana
Paralephana congoana är en fjärilsart som beskrevs av M.Gaede 1939. Paralephana congoana ingår i släktet Paralephana och familjen nattflyn. Inga underarter finns listade i Catalogue of Life.